# Moto Guzzi Falcone-serie
De Moto Guzzi Falcone is een motorfietsmodel van het merk Moto Guzzi dat in verschillende uitvoeringen van 1950 tot 1976 werd geproduceerd.

## Voorgeschiedenis
Als sinds de oprichting in 1921 produceerde Moto Guzzi 500 cc motorfietsen met eencilinder viertaktmotoren met een horizontaal liggende cilinder. Het oorspronkelijke ontwerp, dat feitelijk nog van de vóór 1914 stamde, was in de loop van de jaren nauwelijks gewijzigd. De kop/zijklepmotor was in 1934 vervangen door een kopklepmotor, toen de Moto Guzzi V-serie verscheen. Deze stoterstangenmotor was sindsdien gebruikt voor de Moto Guzzi Astore, maar ook voor de racemotorfietsen Condor, Dondolino en Gambalunga. De Astore was in 1949 verschenen en had al veel kenmerken die de Falcone ook zou krijgen, zoals een telescoopvork en het voor Moto Guzzi typische achterveersysteem met liggende schroefveren onder het motorblok, maar bij de Astore werd de demping verzorgd door hydraulische schokdempers. De Falcone - modellen hadden meestal gedeeltelijk verchroomde tanks, met uitzondering van die uit 1952 en 1953, toen chroom schaars was. De tanks in die jaren had zwart gespoten flanken.

## Falcone
De Falcone werd aanvankelijk als sportmotor naast de Moto Guzzi Astore gepositioneerd. De machine kostte in 1951 nog 482.000 Italiaanse lire, maar de latere Sport kostte nog maar 419.000 lire en de Turismo zelfs maar 399.000 lire.

### Motor
De motor had nog steeds een boring van 88 mm en een slag van 82 mm. De smering werd verzorgd door een dry-sumpsysteem waarbij de olietank weer zijn “oude” plaats had gekregen: vóór onder de benzinetank. Er werd ook spatsmering toegepast en daarom draaide de krukas ook achterstevoren; daardoor werd de olie omhoog gegooid tegen de bovenkant van de cilinderwand. De kleppen, tuimelaars en klepveren waren geheel ingesloten en de cilinder en de cilinderkop waren van aluminium. Doordat de compressieverhouding ten opzichte van de Astore wat hoger was (6,5:1) bedroeg het vermogen 23 pk bij 4.500 tpm. De carburateur had een 2 mm grotere diameter dan die van de Astore.

### Aandrijflijn
De aandrijflijn van Moto Guzzi was in de loop van de jaren niet veel veranderd. Door de blokmotor constructie lag de versnellingsbak in hetzelfde carter als de motor, en de primaire aandrijving gebeurde dan ook met tandwielen. De koppeling bestond uit meerdere natte platen. De versnellingsbak was overgenomen van de Moto Guzzi Dondolino-racer. Het was een vierversnellings constant-meshbak die door voetschakeling werd bediend. De secundaire aandrijving werd verzorgd door een ketting.

### Rijwielgedeelte
Het dubbele wiegframe was inmiddels ook een beproefd concept, samengesteld uit buizen en plaatstaal. De telescoopvork was een eigen ontwerp van Carlo Guzzi, een omgekeerde telescoop, die tegenwoordig Upside Down-voorvork genoemd zou worden. De achtervering was eigenlijk weer ouderwets. Weliswaar was Moto Guzzi’s “eigen” veersysteem met schroefveren onder de motor gebruikt, maar de hydraulische schokdempers die sinds 1947 op de Moto Guzzi GTV en de Astore waren gebruikt, waren weer vervangen door de oude frictiedempers. Pas in 1971 zou de Nuovo Falcone weer hydraulische dempers krijgen. De Falcone was laag gebouwd en de veren waren korter en stugger, om het sportieve karakter te benadrukken. De beenschilden waren vervallen en de spatborden waren wat slanker dan die van de Astore.

## Falcone Sport en Falcone Turismo
Toen de Astore in 1953 uit productie ging, moest de Falcone ook diens meer toeristische werk gaan overnemen. Het rijwielgedeelde van de Falcone bleef in gebruik, met uitzondering van de 19” x 3.50 wielen die van de Astore werden overgenomen, net als de beenschilden. De motor werd ook weer meer “Astore”, door diens kleptiming, compressieverhouding en carburateur toe te passen. Daardoor leverde de Turismo dezelfde prestaties als de Astore. De Falcone Sport was feitelijk nog steeds dezelfde Falcone, maar met een aangepaste naam.

## Falcone Militare
Onder de naam “Militare” werden zowel de Falcone, de Falcone Turismo, de Falcone Sport als de Nuovo Falcone geleverd, afhankelijk van de overheidsdienst die er gebruik van moest maken, en de voorkeuren die men voor een bepaald type had. De Corazzieri (presidentiële garde) gebruikte de Sport, de Polizia Stradale (verkeerspolitie) de Turismo. Dat waren uiteraard de meeste uitgeleverde modellen. In 1957 werd een bijzondere uitvoering gemaakt voor de Corazzieri, in donkerblauw met heel veel plaatwerk en een elektrische startmotor.

## Nuovo Falcone Militare
In 1971 werd de Falcone opnieuw in productie genomen, in eerste instantie weer alleen voor overheidsdiensten (leger en politie). De machine was weliswaar vernieuwd, maar voor die tijd nog steeds niet erg modern. Dat was ook niet nodig, want het topmodel was inmiddels de Moto Guzzi V7 geworden. De Nuovo Falcone (nieuwe Falcone) had een dynastart (combinatie van dynamo en startmotor) en een nieuw frame dat helemaal uit buizen bestond. Intussen had ook Moto Guzzi de ouderwetse frictiedempers afgezworen en "normale" veer/dempereenheden toegepast, waardoor ook het schroefverenpakket onder het motorblok was verdwenen. Daardoor kwam weer ruimte beschikbaar voor de toepassing van een oliepan, en de machine kreeg dan ook een wet-sump smeersysteem. Het vliegwiel lag nog steeds buiten het carter, maar was wel afgedekt door een deksel. De machine werd geleverd aan de Polizia Stradale (grijs/groen), de Carabinieri (donkerblauw) en het leger (olijfgroen).

## Nuovo Falcone
Het bleek dat het publiek nog steeds belangstelling had voor de grote eencilinder, en in 1971 kwam de machine voor 612.000 lire op de markt. Het uiterlijk was ook moderner, de lijnen van de tank waren strakker, er was een duozadel en een één-in-twee uitlaat gemonteerd. De meest populaire kleur was het wit/rood dat van de Moto Guzzi V7 Special stamde. Toch moest men wel een echte liefhebber zijn om in de jaren zeventig nog genoegen te nemen met een 26 pk-sterke eencilinder, en grote aantallen werden er dan ook niet verkocht.

## Falcone Sahara
In 1974 kwam een speciale, crèmekleurige uitvoering met een enkel zweefzadel, beenschilden en een kofferset, die de naam "Sahara" kreeg. Eigenlijk was dit de militaire versie, bedoeld voor het zwaardere toerwerk.

## Technische gegevens
| Moto Guzzi             | Falcone                              | Falcone Sport                        | Falcone Turismo                      | Falcone Militare                     | Nuovo Falcone Militare                 | Nuovo Falcone                          | Falcone Sahara                         |
| ---------------------- | ------------------------------------ | ------------------------------------ | ------------------------------------ | ------------------------------------ | -------------------------------------- | -------------------------------------- | -------------------------------------- |
| Periode                | 1950-1953                            | 1953-1967                            | 1953-1967                            | 1950-1967                            | 1970-1976                              | 1971-1976                              | 1974-1976                              |
| Categorie              | Sportmotor                           | Sportmotor                           | Toermotor                            | Militaire of politiemotorfiets       | Militaire of politiemotorfiets         | Toermotor                              | Toermotor                              |
| Motortype              | Kopklepmotor                         | Kopklepmotor                         | Kopklepmotor                         | Kopklepmotor                         | Kopklepmotor                           | Kopklepmotor                           | Kopklepmotor                           |
| Bouwwijze              | dwarsgeplaatste liggende eencilinder | dwarsgeplaatste liggende eencilinder | dwarsgeplaatste liggende eencilinder | dwarsgeplaatste liggende eencilinder | dwarsgeplaatste liggende eencilinder   | dwarsgeplaatste liggende eencilinder   | dwarsgeplaatste liggende eencilinder   |
| Cilinder               | Aluminium                            | Aluminium                            | Aluminium                            | Aluminium                            | Aluminium                              | Aluminium                              | Aluminium                              |
| Cilinderkop            | Aluminium                            | Aluminium                            | Aluminium                            | Aluminium                            | Aluminium                              | Aluminium                              | Aluminium                              |
| Klepopstelling         | 2 kopkleppen                         | 2 kopkleppen                         | 2 kopkleppen                         | 2 kopkleppen                         | 2 kopkleppen                           | 2 kopkleppen                           | 2 kopkleppen                           |
| Klepbediening          | stoterstang/tuimelaar                | stoterstang/tuimelaar                | stoterstang/tuimelaar                | stoterstang/tuimelaar                | stoterstang/tuimelaar                  | stoterstang/tuimelaar                  | stoterstang/tuimelaar                  |
| Carburateur            | Dell’Orto SS 29A                     | Dell’Orto SS 29A                     | Dell’Orto MD 27F                     | Dell’Orto MD 27F                     | Dell'Orto VHB 29A                      | Dell'Orto VHB 29A                      | Dell'Orto VHB 29A                      |
| Ontsteking             | Marelli magneet                      | Marelli magneet                      | Marelli magneet                      | Marelli magneet                      | Bobine                                 | Bobine                                 | Bobine                                 |
| boring                 | 88 mm                                | 88 mm                                | 88 mm                                | 88 mm                                | 88 mm                                  | 88 mm                                  | 88 mm                                  |
| slag                   | 82 mm                                | 82 mm                                | 82 mm                                | 82 mm                                | 82 mm                                  | 82 mm                                  | 82 mm                                  |
| Cilinderinhoud         | 498,4 cc                             | 498,4 cc                             | 498,4 cc                             | 498,4 cc                             | 498,4 cc                               | 498,4 cc                               | 498,4 cc                               |
| Smeersysteem           | Dry-sump                             | Dry-sump                             | Dry-sump                             | Dry-sump                             | Wet-sump                               | Wet-sump                               | Wet-sump                               |
| Compressieverhouding   | 6,5:1                                | 6,5:1                                | 5,5:1                                | 5,5:1                                | 6,8:1                                  | 6,8:1                                  | 6,8:1                                  |
| Max. Vermogen          | 23 pk bij 4.500 tpm                  | 23 pk bij 4.500 tpm                  | 18,9 pk bij 4.300 tpm                | 18,9 pk bij 4.300 tpm                | 26,2 pk bij 4.800 tpm                  | 26,2 pk bij 4.800 tpm                  | 26,2 pk bij 4.800 tpm                  |
| Topsnelheid            | 135 km/h                             | 135 km/h                             | 120 km/h                             | 120 km/h                             | 127 km/h                               | 127 km/h                               | 127 km/h                               |
| Primaire aandrijving   | tandwielen                           | tandwielen                           | tandwielen                           | tandwielen                           | tandwielen                             | tandwielen                             | tandwielen                             |
| Koppeling              | meervoudige natte platenkoppeling    | meervoudige natte platenkoppeling    | meervoudige natte platenkoppeling    | meervoudige natte platenkoppeling    | meervoudige natte platenkoppeling      | meervoudige natte platenkoppeling      | meervoudige natte platenkoppeling      |
| Versnellingen          | 4 Voetgeschakeld                     | 4 Voetgeschakeld                     | 4 Voetgeschakeld                     | 4 Voetgeschakeld                     | 4 Voetgeschakeld                       | 4 Voetgeschakeld                       | 4 Voetgeschakeld                       |
| Secundaire aandrijving | ketting                              | ketting                              | ketting                              | ketting                              | ketting                                | ketting                                | ketting                                |
| frame                  | Dubbel wiegframe                     | Dubbel wiegframe                     | Dubbel wiegframe                     | Dubbel wiegframe                     | Dubbel wiegframe                       | Dubbel wiegframe                       | Dubbel wiegframe                       |
| Wielbasis              | 1500 mm                              | 1500 mm                              | 1500 mm                              | 1500 mm                              | 1450 mm                                | 1450 mm                                | 1450 mm                                |
| Vering vóór            | Telescoopvork                        | Telescoopvork                        | Telescoopvork                        | Telescoopvork                        | Telescoopvork                          | Telescoopvork                          | Telescoopvork                          |
| Vering achter          | Swingarm met frictiedempers          | Swingarm met frictiedempers          | Swingarm met frictiedempers          | Swingarm met frictiedempers          | Swingarm met hydraulische schokdempers | Swingarm met hydraulische schokdempers | Swingarm met hydraulische schokdempers |
| Wielen                 | 19” x 2.50                           | 19” x 2.50                           | 19” x 3.50                           | 19” x 2.50                           | 18” x 3.00                             | 18" x 3.50                             | 18" x 3.50                             |
| Banden                 | Vóór 19” x 3.25, Achter 19” x 3.50   | Vóór 19” x 3.25, Achter 19” x 3.50   | 19” x 3.50                           | 19” x 3.50                           | 18" x 3.50                             | 18" x 3.50                             | 18" x 3.50                             |
| Rem(men)               | Trommelrem vóór en achter            | Trommelrem vóór en achter            | Trommelrem vóór en achter            | Trommelrem vóór en achter            | Trommelrem vóór en achter              | Trommelrem vóór en achter              | Trommelrem vóór en achter              |
| Gewicht                | 167 kg                               | 167 kg                               | ca. 180 kg                           | 170 kg                               | 214 kg                                 | 214 kg                                 | Onbekend                               |
| Tankinhoud             | 13,5 Liter                           | 13,5 Liter                           | 13,5 Liter                           | 17,5 Liter                           | 18 Liter                               | 18 Liter                               | 18 Liter                               |
| Voorganger             | GTW                                  | Falcone                              | Astore                               | Superalce                            | Falcone Militare                       | Nuovo Falcone Militare                 | Geen                                   |
| Opvolger               | Falcone Sport                        | Nuova Falcone                        | Nuova Falcone                        | V7 Militare                          | V 50 PA                                | V7                                     | Geen                                   |